# Apollodotos I.

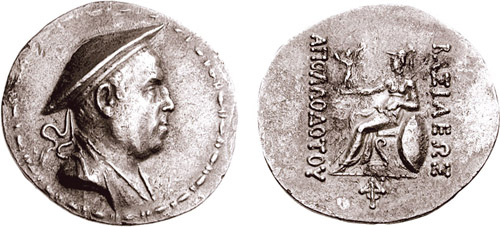
Münze Apollodotos' I.

Apollodotos I. (altgriechisch Ἀπολλόδοτος Apollódotos) war ein indo-griechischer König, dessen Regierungszeit um 180 bis 160 v. Chr. angesetzt wird.
Er ist hauptsächlich von seinen Münzen bekannt, wird aber auch bei klassischen Autoren genannt, was auf seine Bedeutung hinweist, da sonst nur wenige der indo-griechischen Herrscher dort Erwähnung finden. Bei Pompeius Trogus erscheint er nur in der erhaltenen Zusammenfassung dessen 41. Buches, wo gesagt wird, dass in dem eigentlichen Werk seine und die Heldentaten des Menandros beschrieben werden (in der ausführlichen Zusammenfassung des Werkes von Junianus Justinus erscheinen diese Passagen nicht mehr). Auch in der Periplus Maris Erythraei wird er mit Menander als indischer Herrscher genannt. Beides Male erscheint er an erster Stelle. Demnach und auch nach dem Münzbefund war er einer der ersten griechischen Herrscher, der nur jenseits des Hindukusch auf indischem Gebiet und nicht in Baktrien regierte. Er war vielleicht ein Sohn von Demetrios I., der  wiederum als Eroberer Indiens gilt.
Neben den Münzen von Menandros gehören diese zu den zahlreichsten der indo-griechischen Herrscher. Die Beischriften sind in altgriechischer Sprache, aber auch in Kharoshthi. Motive bilden Elefanten und Bullen, während sein eigenes Bild sehr selten ist.

## Nennung bei antiken Autoren
- Pompeius Trogus, prologi 41
- Periplus Maris Erythraei 47